# Da pacem Domine (Pärt)
Pour l’article homonyme, voir Da pacem Domine.
Da pacem Domine est une œuvre pour chœur mixte ou chœur et orchestre à cordes, du compositeur estonien Arvo Pärt composée en 2004.

## Historique
Cette œuvre est une commande du musicien, violiste, violoncelliste, chef de chœur et chef d'orchestre espagnol Jordi Savall. Pärt commence l'écriture de Da pacem Domine deux jours après les attentats de Madrid du 11 mars 2004, en mémoire des victimes à laquelle elle est dédiée. 
L'œuvre est créé durant le concert « en faveur de la paix », du 4 juin de la même année, au premier Forum des cultures à Barcelone, par l’ensemble de Jordi Savall. Depuis cette date, la pièce est jouée chaque année en Espagne pour les commémorations des victimes.

## Structure
Da pacem Domine est une œuvre composée d'un mouvement unique dont l'exécution dure environ cinq minutes. Originellement composée pour quatre voix, il existe différentes partitions de l'œuvre pour d'autres combinaisons de voix et d'instruments.
La composition à quatre voix de « Da Pacem Domine » repose sur quatre techniques médiévales :
1. Le cantus firmus (chant donné) issu d'un chant grégorien et chanté à la voix d'alto.
2. L'organum, technique d'accompagnement en intervalles de quartes et de quintes, chanté à la basse.
3. Le hocquet, retard des voix de soprano et de ténor par rapport au cantus firmus, technique notamment utilisé par Guillaume de Machaut et l'école de Notre-Dame au XIIIe siècle.
4. Le Faux-bourdon.

## Discographie sélective
- Sur le disque Da pacem, par l'Chœur de chambre philharmonique estonien dirigé par Paul Hillier, chez Harmonia Mundi, 2005-2006.
- Sur le disque In principio, par le Chœur de chambre philharmonique estonien dirigé par Tõnu Kaljuste, chez ECM, 2009.
- Sur le livre-disque Pro Pacem, par La Capella Reial de Catalunya et Le Concert des Nations dirigés par Jordi Savall, chez AliaVox, 2012 (OCLC 859436189).